# بیزون دشتی
گاومیش کوهان دار دشتی (انگلیسی: Steppe bison) از گونه‌های منقرض‌شده است.